# Sam Tingle
Sam Tingle, zimbabvejski dirkač Formule 1, * 24. avgust 1921, Manchester, Anglija, Združeno kraljestvo, † 19. december 2008, Cape Town, Republika Južna Afrika.
Sam Tingle je pokojni zimbabvejski dirkač Formule 1. V svoji karieri je v letih 1963, 1965, 1967, 1968 in 1969 nastopil na dirkah za Veliko nagrado Južne Afrike. Ob treh odstopih je na dirki v sezoni 1965 osvojil trinajsto mesto, v sezoni 1969 pa osmo mesto, kar je njegov najboljši rezultat v karieri. Za tem ni nikoli več dirkal v Formuli 1.

## Popolni rezultati Formule 1
(legenda) (odebeljene dirke pomenijo najboljši štartni položaj, poševne pa najhitrejši krog, †-uvrščen kljub odstopu)
| Leto | Moštvo       | Šasija       | Motor                 | 1       | 2   | 3   | 4   | 5   | 6   | 7   | 8   | 9   | 10      | 11  | 12  | Prv | Toč |
| ---- | ------------ | ------------ | --------------------- | ------- | --- | --- | --- | --- | --- | --- | --- | --- | ------- | --- | --- | --- | --- |
| 1963 | Sam Tingle   | LDS Mk1      | Alfa Romeo Straight-4 | MON     | BEL | NIZ | FRA | VB  | NEM | ITA | ZDA | MEH | JAR Ret |     |     | -   | 0   |
| 1965 | Sam Tingle   | LDS Mk2      | Alfa Romeo Straight-4 | JAR 13  | MON | BEL | FRA | VB  | NIZ | NEM | ITA | ZDA | MEH     |     |     | 25. | 0   |
| 1967 | Sam Tingle   | LDS Mk3B     | Climax Straight-4     | JAR Ret | MON | NIZ | BEL | FRA | VB  | NEM | KAN | ITA | ZDA     | MEH |     | -   | 0   |
| 1968 | Team Gunston | LDS Mk3B     | Repco V8              | JAR Ret | ŠPA | MON | BEL | NIZ | FRA | VB  | NEM | ITA | KAN     | ZDA | MEH | -   | 0   |
| 1969 | Team Gunston | Brabham BT24 | Repco V8              | JAR 8   | ŠPA | MON | NIZ | FRA | VB  | NEM | ITA | KAN | ZDA     | MEH |     | 20. | 0   |